# Райский зимородок Каролины
Райский зимородок Каролины (лат. Tanysiptera carolinae) — вид птиц семейства зимородковых, подвидов не выделяют. Эндемик острова Нумфор.

## Описание
Райский зимородок Каролины достигает длины 34—38 см (с учётом длинного хвоста). Половой диморфизм не выражен. Голова, тело и крылья сине-фиолетового цвета с более ярким оттенком на макушке, и более тёмным, почти черноватым оттенком на лопатках и третьестепенных маховых перьях. Нижняя часть спины, надхвостье, кроющие хвоста, подхвостье и хвост белого цвета. Два центральных рулевых пера сильно удлинённые, оголённые стержни которых длиной 12 см тёмно-синего цвета, заканчиваются расширением белого цвета. Испод крыльев чёрный. Клюв красный, радужная оболочка тёмно-коричневая. Ноги тускло-оливково-коричневые. У молодых особей окраска оперения более тусклая, пурпурно-голубого цвета, нижняя часть тела рыжевато-охристое, надхвостье белое, хвост черноватый.

## Распространение и места обитания
Райский зимородок Каролины является эндемиком индонезийского острова Нумфор в архипелаге Биак, расположенного у северного побережья Новой Гвинеи. Обитает в первичных лесах, горных вторичных лесах и влажных субтропических/тропических низменностях на высоте до 180 м над уровнем моря. Также встречается в деревенских садах, поросших редким лесом. Питается насекомыми и червями, которых ловит на земле.